# Ceraria namaquensis
Ceraria namaquensis är en tvåhjärtbladig växtart som först beskrevs av Otto Wilhelm Sonder, och fick sitt nu gällande namn av Henry Harold Welch Pearson och Stephens. Ceraria namaquensis ingår i släktet Ceraria och familjen Didiereaceae. Inga underarter finns listade i Catalogue of Life.

## Bildgalleri

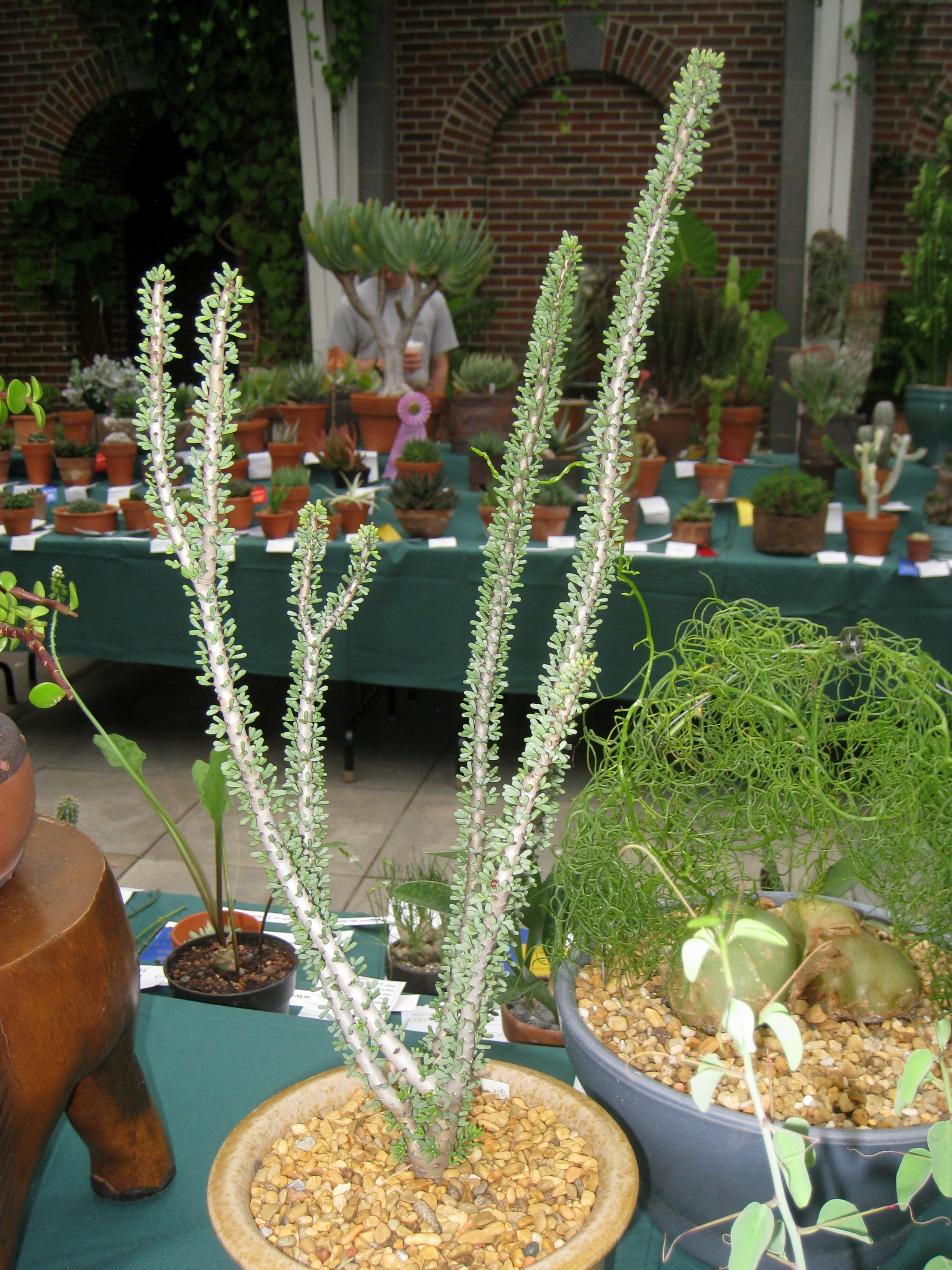
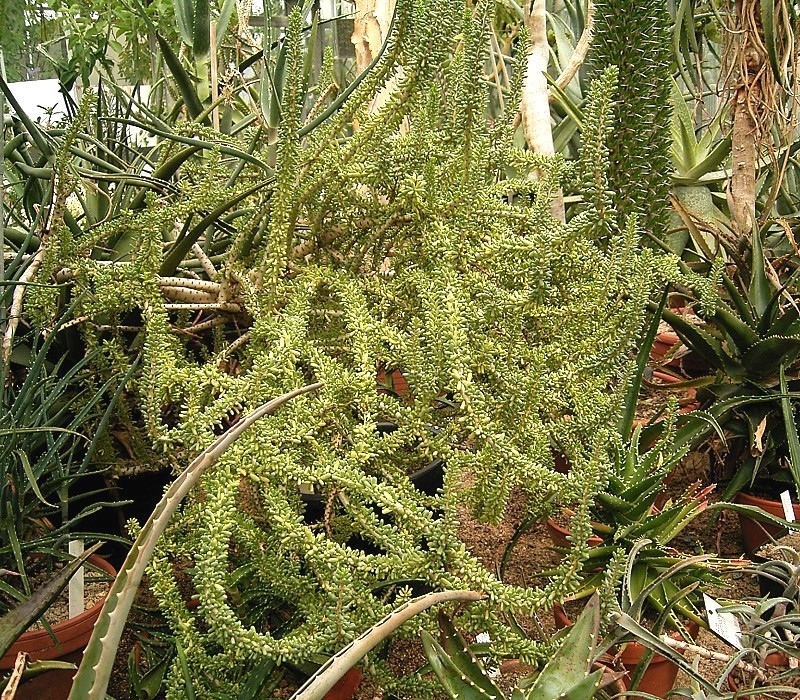
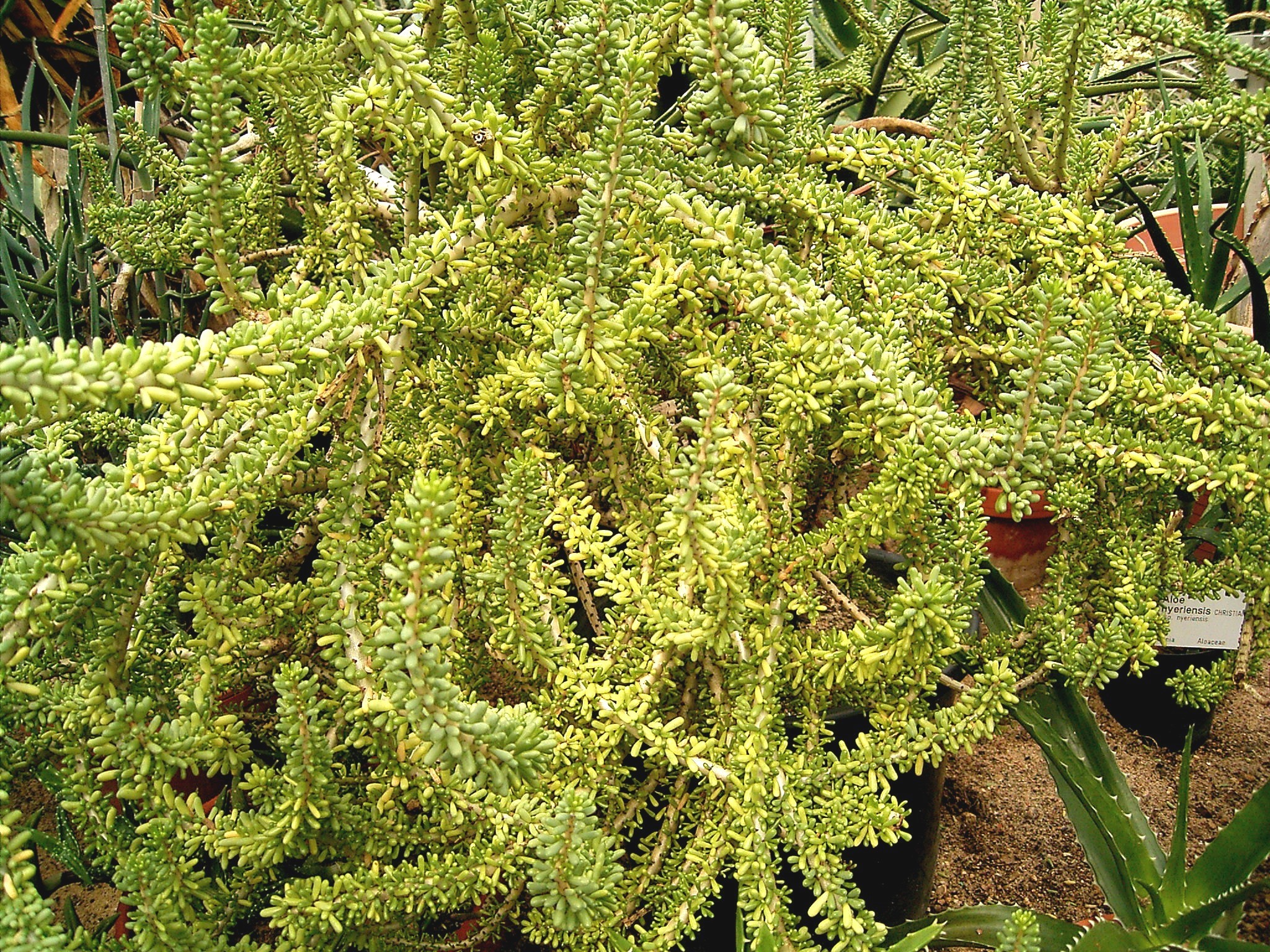
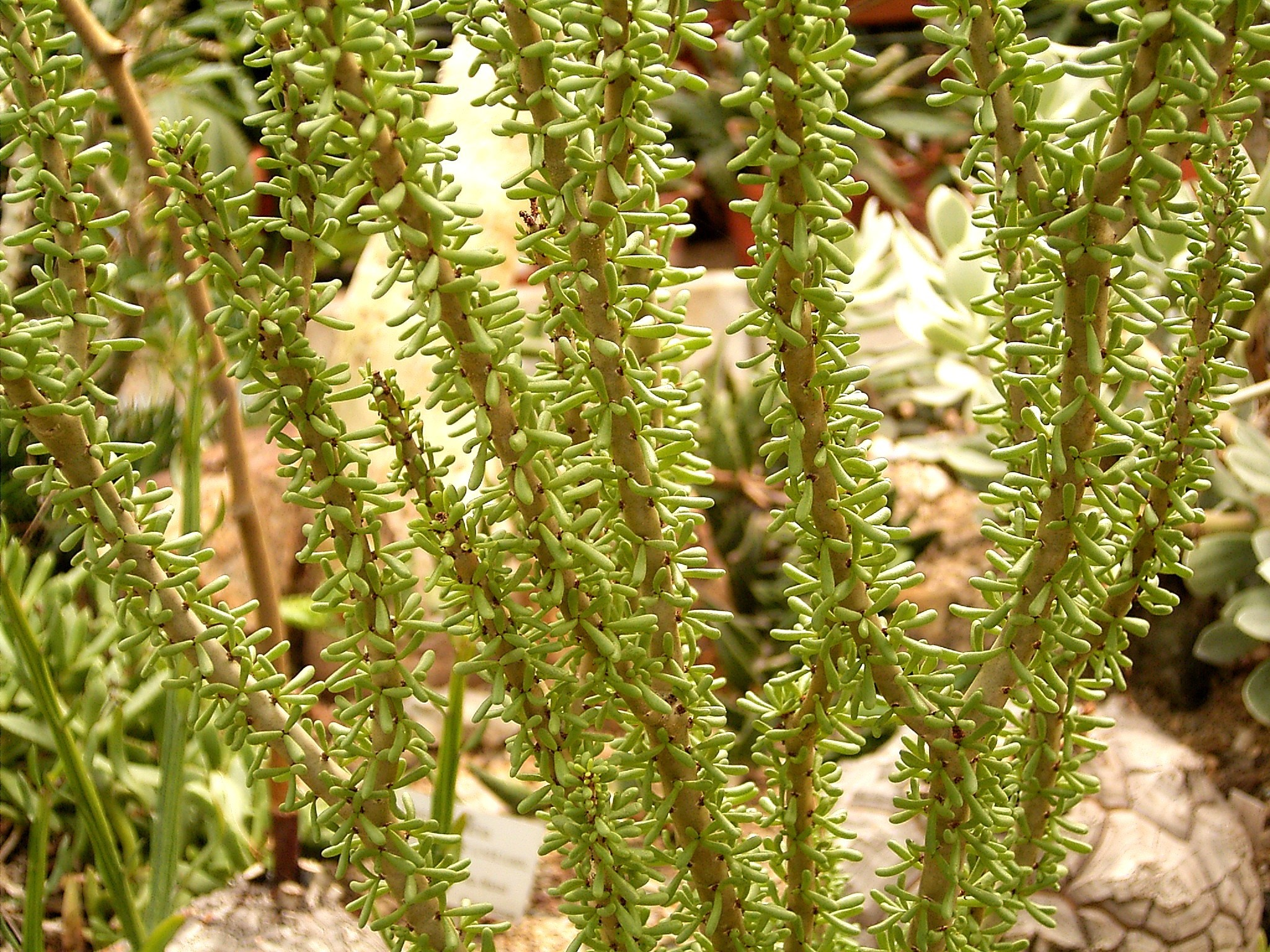